# Morral (Ohio)
Morral es una villa ubicada en el condado de Marion en el estado estadounidense de Ohio. En el Censo de 2010 tenía una población de 399 habitantes y una densidad poblacional de 57,04 personas por km².

## Geografía
Morral se encuentra ubicada en las coordenadas 40°41′29″N 83°12′35″O / 40.69139, -83.20972. Según la Oficina del Censo de los Estados Unidos, Morral tiene una superficie total de 7 km², de la cual 7 km² corresponden a tierra firme y (0%) 0 km² es agua.

## Demografía
Según el censo de 2010, había 399 personas residiendo en Morral. La densidad de población era de 57,04 hab./km². De los 399 habitantes, Morral estaba compuesto por el 96.49% blancos, el 0.75% eran afroamericanos, el 0.75% eran amerindios, el 0.25% eran asiáticos, el 0% eran isleños del Pacífico, el 0.5% eran de otras razas y el 1.25% pertenecían a dos o más razas. Del total de la población el 1.5% eran hispanos o latinos de cualquier raza.